# Progress in Nuclear Magnetic Resonance Spectroscopy
Progress in Nuclear Magnetic Resonance Spectroscopy is een internationaal, aan collegiale toetsing onderworpen wetenschappelijk tijdschrift over kernspinresonantie.
De naam wordt in literatuurverwijzingen meestal afgekort tot Progr. Nucl. Magn. Reson. Spectros.
Het wordt uitgegeven door Elsevier en verschijnt 8 keer per jaar.
Het eerste nummer verscheen in 1966.